# Аль-Каида в Ираке
Аль-Ка́ида в Ираке (араб. قاعدة الجهاد في بلاد الرافدين‎, Та́нзим ка́’ида аль-джиха́д фи била́д ар-ра́фидайн — «База джихада в Двуречье») — отделение международной террористической организации Аль-Каида, существовавшее в Ираке в 2004—2006 годах. Первоначально группа носила название Джамаат ат-Таухид валь-Джихад («Джамаат единобожия и джихада»), сменила имя после того, как аз-Заркави (создатель группы) в своем письме к Бен Ладену осенью 2004 года предложил присоединиться к Аль-Каиде. После гибели аз-Заркави в 2006 году Аль-Каида в Ираке создала Исламское государство Ирак (ИГИ), которое позже превратилось в Исламское государство Ирака и Леванта (ИГИЛ). Аль-Каида в Ираке перестала существовать после создания ИГИ, а в феврале 2014 года руководство Аль-Каиды официально отмежевалось от ИГИЛ и заявило, что не несёт ответственности за действия группировки.

## Лидерство аз-Заркави
Абу Мусаб аз-Заркави является основателем «Аль-Каиды земли двуречья». 14 сентября 2005 года аз-Заркави сделал заявление в Интернете, объявив войну шиитским «неверным». В этом заявлении он также предупредил суннитские племена не сотрудничать и даже не вступать в переговоры с иракским правительством, которое находится под контролем шиитов. 6 июля 2005 года, до объявления войны с шиитами, аз-Заркави заявил о формировании «Бригад Умара». Единственная задача Бригад — уничтожение членов Организации Бадра. Согласно аз-Заркави, бригады должны расправиться с ними, чтобы дать возможность членам Аль-Каиды действовать более свободно и сосредоточиться на войне с оккупационными силами. В Бригады Умара набирали в основном иракцев. Эта группа взяла на себя ответственность за уничтожение десятков членов Организации Бадра. Эти же бригады заявили, что они убили двух членов шиитской исламской партии Дава. Были также свидетельства, что Бригады стали убивать и других политических фигур, а также бойцов «Армии Махди».
Тактика «Бригад Умара» — максимальный пропагандистский эффект. Обычно они пытались убить выбранную жертву вместе со всей его семьей, превращая убийство в бойню. Бригады, возможно, располагали собственными шахидами. Они использовали эту тактику для подрыва свадеб, процессий и похорон членов семей Организации Бадра.
15 января 2006 года аз-Заркави сформировал «Совещательное собрание моджахедов».
7 июня 2006 года аз-Заркави был убит.

## Период лидерства аль-Масри
12 июня 2006 года был назначен его преемник — Абу Айюб аль-Масри (Абу Хамза аль-Мухаджир). Позднее было заявлено, что его настоящее имя Абу Айюб аль-Масри (то есть египтянин).
18 апреля 2010 года Абу Айюб аль-Масри был убит в ходе боестолкновения с американскими военными в Тикрите.
В ежегодном докладе Нацсовета по разведке США «Террористическая угроза безопасности США» за 2006 год Аль-Каида в Ираке указывается как «самый дееспособный и заметный филиал» Аль-Каиды.

## Состав
- руководитель: Абу Хамза аль-Мухаджир (другое имя: Абу Айюб аль-Масри)
- заместитель руководителя: Хамид аль-Саеди (взят в плен в июне 2006 года)